# USS Albacore (SS-218)
USS Albacore (SS-218) – amerykański okręt podwodny typu Gato, pierwszego masowo produkowanego wojennego typu amerykańskich okrętów podwodnych. Wybudowany w stoczni Electric Boat, do służby w United States Navy wszedł 1 czerwca 1942 roku, po czym brał udział w wojnie podwodnej na Pacyfiku. Zatopił 13 jednostek japońskich, w tym lotniskowiec „Taihō” i krążownik „Tenryū”. Lotniskowiec „Taihō” trafiła jedna z sześciu wystrzelonych torped (drugą torpedę zdetonował pilot japońskiego samolotu w samobójczym uderzeniu). Pojedynczą torpeda uderzyła w okolicy przedniego podnośnika samolotów i uszkodziła zbiornik paliwa lotniczego, które zaczęło wypełniać szyb a jego opary zaczęły przedostawać się do dolnego i górnego hangaru. Niedoświadczone ekipy ratunkowe z powodu trudności z uszczelnieniem przecieku paliwa postanowiły otworzyć kanały wentylacyjne w celu przewietrzenia okrętu. Opary wypełniły cały okręt i gwałtowny ich wybuch spowodował zatopienie jednostki. USS Albacore (SS-218) został zatopiony eksplozją miny 7 listopada 1944 roku, wraz z 86 członkami załogi.
Wrak USS Albacore został odnaleziony i zidentyfikowany przez grupę z Uniwersytetu Tokijskiego 16 lutego 2023 u wybrzeży Hokkaido.